# Kin (Okinawa)
Pour les articles homonymes, voir Kin.
Kin (金武町, Kin-chō) est un bourg du district de Kunigami, situé dans la préfecture d'Okinawa, au Japon. Son nom okinawaïen est Chin.

## Géographie

### Situation
Kin est situé sur la côte orientale du centre de l'île d'Okinawa, au Japon.

### Démographie
Au 28 février 2025, la population de Kin s'élevait à 11 492 habitants répartis sur une superficie de 37,84 km2.

## Patrimoine culturel et naturel
Le bourg de Kin compte dix-huit éléments désignés ou enregistrés comme patrimoine matériel, culturel ou naturel, au niveau national, préfectoral ou municipal. 
- Nom (japonais) (type d’enregistrement)

### Patrimoine matériel
- Cloche de l’ancien temple Tenkaizen-ji (梵鐘(旧天界禅寺鐘)?) (Préfectoral)
- Musée mémorial de Tōyama (當山紀念館?) (National)
- Temple Kan'non-ji (観音寺?) (Municipal)

### Patrimoine ethnologique
- Costumes de théatre de Yaka  (屋嘉の芸能衣装?) (Municipal)
- Magatama, kanzashi et anciens documents (instruments sacrés de la Noro de Kin) (勾玉・簪・古文書 (金武ノロ神具)?) (Municipal)
- Source Ufukā de Yaka  (屋嘉のウフカー?) (Municipal)

### Sites historiques
- Ancien pont d’Okukubi-bashi (旧億首橋?) (Municipal)
- « Monument aux morts loyaux » de l’ancien village de Kin (旧金武村の忠魂碑?) (Municipal)
- Site sacré de Sukumui Utaki (Iri Utaki) (底森御嶽 (西御嶽)?) (Municipal)
- Site sacré de Tumusuzu Utaki (トゥムスズ御嶽?) (Municipal)
- Site sacré de Yoribusano Utaki (Agari Utaki) (ヨリブサノ御嶽 (東御嶽)?) (Municipal)
- Source Kinta-gā (慶武田川 (キンタガー)?) (Municipal)
- Source Kin Ukka-gā (ウッカガー (金武大川)?) (Municipal)
- Source Nakoo-gā (ナコオガーのイズミ (名古川の泉)?) (Municipal)
- Source Sā-ga (茶 川 (サーガ)?) (Municipal)

### Monuments naturels
- Arbre fukugi du temple Kan'non-ji (観音寺のフクギ?) (Municipal)
- Ficus superba de Hēshinba (拝神場のアコウ?)
- Figuier des banians d’Igei (伊芸のがじまる?) (Municipal)